# 派拉斯卡巴XV
十一月XV體育會（葡萄牙語：Esporte Clube XV de Novembro），常稱派拉斯卡巴XV（XV de Piracicaba），是一支巴西聖保羅的足球會，成立於1913年。